# Otto Kaušitz
Otto Kaušitz (pseudonym Otto Ivančan; 19. května 1909 Piešťany – 30. dubna 1982 Bratislava) byl slovenský libretista, textař a překladatel. Napsal texty k přibližně 150 písním a 30 libret k operetám. Jako překladatel přeložil mnoho operet do maďarštiny a němčiny a tím propagoval slovenskou hudbu v zahraničí. Překládal i díla z maďarštiny, němčiny a ruštiny do slovenštiny.

## Ze života
V roce 1951 se stal členem sboru a uměleckým tajemníkem v divadle na Nové scéně.
Byl redaktorem ve „Svazu slovenských skladatelů a koncetních umělců“ (Zväz slovenských skladateľov a koncertných umelcov, po roce 1990 Spolok slovenských skladateľov v rámci Slovenské hudební unie), ve vydavatelství Supraphon a ve Slovenském hudebním fondu.

## Dílo

### Operety (výběr)
- 1940 Pod cudzou vlajkou (libreto spolu s Celom Radványim, hudba Gejza Dusík)
- 1941 Turecký tabak (hudba Gejza Dusík)
- 1943 Osudný valčík (hudba Gejza Dusík)
- 1957 Z prístavu do prístavu (hudba Karol Elbert)

## Muzikál
- Skôr než odídeš (hudba Jozef Frank-Zemplínsky, libreto Otto Kaušitz)

### Písňová tvorba a libreta
K několika písním kromě textu složil i hudbu.